# Ali (rappeur américain)
Pour les articles homonymes, voir Ali.
Ne doit pas être confondu avec Ali (rappeur français).
Ali, né Ali Jones le 13 juillet 1971 à Saint-Louis dans le Missouri, est un rappeur américain. Il participe à des albums de Nelly et l'un des membres des St. Lunatics.

## Biographie
Le groupe de hip-hop St. Lunatics est formé en 1993 à Saint-Louis dans le Missouri, et inclut Ali, Nelly, City Spud, Kyjuan, et Murphy Lee. En 1996, le groupe publie son premier single, Gimme What You Got,  vendu à 8 000 exemplaires. Après le succès de Nelly en 2001, Ali, signe au label Universal Records. Cette même année, il participe au premier album des St. Lunatics, Free City, publié le 5 juin 2001 et classé troisième du Billboard 200. L'année suivante, le 30 avril 2002, Ali publie son premier album Heavy Starch,. L'album est classé 24e place du Billboard 200. L'album fait participer Nelly et les autres membres des St. Lunatics, et est produit par Jason « Jay E » Epperson et Waiel « Wally » Yaghnam.

## Discographie

### Albums studio
- 2002 : Heavy Starch

### Mixtapes
- 2010 : The Champ Iz Here
- 2010 : So St. Louis

### Collaborations
- 2001 : Free City (avec St. Lunatics)
- 2006 : Who's the Boss (avec St. Lunatics)
- 2007 : Kinfolk (avec Big Gipp, as Ali & Gipp)
- 2011 : City Free (avec St. Lunatics)